# Procédé Bokanovsky
Le procédé Bokanovsky est un processus fictif de clonage humain décrit dans le roman Le Meilleur des mondes d'Aldous Huxley en 1932. Le procédé est décrit comme étant appliqué à des ovules humains fécondés in vitro, les amenant à se diviser en copies génétiques identiques de l'original. Le processus peut être répété plusieurs fois, bien que le nombre maximum d'embryons viables possible soit de 96, 72 étant une « bonne moyenne ».

## Détails
Le procédé est décrit dans le premier chapitre du livre. L'humanité est divisée en cinq classes sociales dans le roman; le processus n'est pas appliqué aux embryons des classes d'élite Alpha et Beta, mais est réservé aux classes Gamma, Delta et Epsilon.
Les fœtus des castes inférieures sont créés en recevant des transfusions d'alcool pour réduire l'intelligence et la taille, les conditionnant ainsi à des tâches simples et subalternes. Les liens entre l'alcool et les embryons en incubation sont établis plusieurs fois dans le roman.
Le procédé Bokanovsky, combiné à la technique de Podsnap pour accélérer la maturation des ovules non fécondés d'un ovaire, est utilisé pour produire un nombre massif d'œufs d'un groupe génétique : « Fécondez et bokanovskifiez... et vous obtenez en moyenne près de onze mille frères et sœurs dans cent cinquante lots de jumeaux identiques, tous à moins de deux ans du même âge. »
On pense que Huxley a nommé le procédé en référence à Maurice Bokanowski, un bureaucrate qui croyait fermement à l'idée d'efficacité gouvernementale et sociale.